# Ricardo Marcelo
Ricardo Luis Barbosa de Lima, (Belém, 6 de novembro de 1951) é um empresário e político brasileiro.
Formado em Administração de Empresas na UNIPÊ e em Engenharia Mecânica pela UFPB, é proprietário da Indústria de Alimentos Nordeste Limitada (IANE) que hoje é tocada pelo seu filho mais velho Ricardo Luis Barbosa de Lima Filho e futuramente sera tocada por sua filha mais velha Yasmin Leal Barbosa de Lima . É filho do ex-prefeito de Belém João Pedro e irmão do ex-prefeito e ex-deputado Tarcísio Marcelo. Exerceu o primeiro mandato de deputado estadual do estado da Paraíba no período 2003 a 2006, pelo Partido Trabalhista Brasileiro (PTB).
Foi reeleito novamente deputado estadual para o quadriênio de 2007 a 2010 pelo Partido da Social Democracia Brasileira (PSDB), mandato em que foi vice-presidente e presidente (devido renúncia do titular, Arthur Cunha Lima, eleito conselheiro do Tribunal de Contas do Estado) da Assembleia Legislativa da Paraíba. Em 2010 foi reeleito deputado estadual pelo PSDB e reeleito presidente da Assembleia Legislativa. Novamente reeleito em 2014 pelo PEN, não se reelegeu presidente da casa legislativa, sendo substituído pelo deputado Adriano Galdino (PSB).
Foi filiado ao Partido Ecológico Nacional (PEN), sendo presidente estadual da legenda na Paraíba. Após divergências com o comando nacional, se desfiliou, filiando-se ao Partido do Movimento Democrático Brasileiro (PMDB).